# Église Saint-Pierre d'Anères
L'église Saint-Pierre d'Anères est une église catholique située à Anères, dans le département français des Hautes-Pyrénées en France.

## Historique
D'après les dates inscrites sur les pierres placées sur la façade de l'entrée de l'église, on peut déterminer les différentes étapes de la construction de l'église.
Sur la pierre en forme de tympan est inscrite la date de 1684. C'était probablement l'ancien tympan de la porte d'entrée de l'ancienne église, la date indique la construction de la première église.
Sur la partie supérieure du décor sculpté du portail d'entrée est inscrite la date de 1748 et sur la partie inférieure est inscrite la date de 1849.
En 1748, l'église a sans doute été restaurée et agrandie.
En 1849, c'est-à-dire après la Révolution française (lors de cette période, la majorité des églises de France ont été endommagées, le mobilier intérieur fut aussi volé ou détruit), alors l'église fut de nouveau restaurée à l'extérieur et à l'intérieur avec l'achat de nouveau mobilier, nouvelles décorations.

## Description

### Intérieur
Le vitrail de sainte Thérèse de Lisieux indique les noms des créateurs des vitraux et aussi le lieu de fabrication, on peut y lire : "Strauss A. - Dazelle B. - Masseube ? - 1860 ou 1880".

#### Partie avant
La voûte de la nef est peinte en bleu ciel avec des décorations de feuilles et de fleurs peintes en blanc, et avec des médaillons où sont représentés les quatre Évangélistes, le pélican nourrissant ses petits (le pélican est un des symboles représentant Jésus Christ, car il nourrit les hommes de son corps et de son sang), le Sacré-Cœur de Jésus, et l'Agneau de Dieu

#### Lechœur
La voûte du chœur est peinte en bleu azur parsemé d'étoiles dorées.
Sur l'abside est placé un tableau de la crucifixion de Jésus. Sont représentés : à gauche de la croix : saint Pierre et la Vierge Marie, et à droite de la croix : saint Jean l'évangéliste et saint Paul.

#### Les maîtres-autels
L'ensemble ancien maître-autel et tabernacle
En marbre noir, blanc et rose, il était utilisé avant le concile Vatican II, lorsque le prêtre célébrait la messe dos aux fidèles.
Le tabernacle est en marbre blanc, noir et gris, au-dessus du réceptacle est placée une représentation dorée de la Vierge Marie sur un nuage, avec les bras croisés sur la poitrine.
Le nouveau maître-autel
Le nouveau est en bois, il est recouvert d'un voile. Il a été mis en place après le concile Vatican II, ainsi le prêtre célèbre la messe face aux fidèles.

## Galerie

Sélection de vues diverses
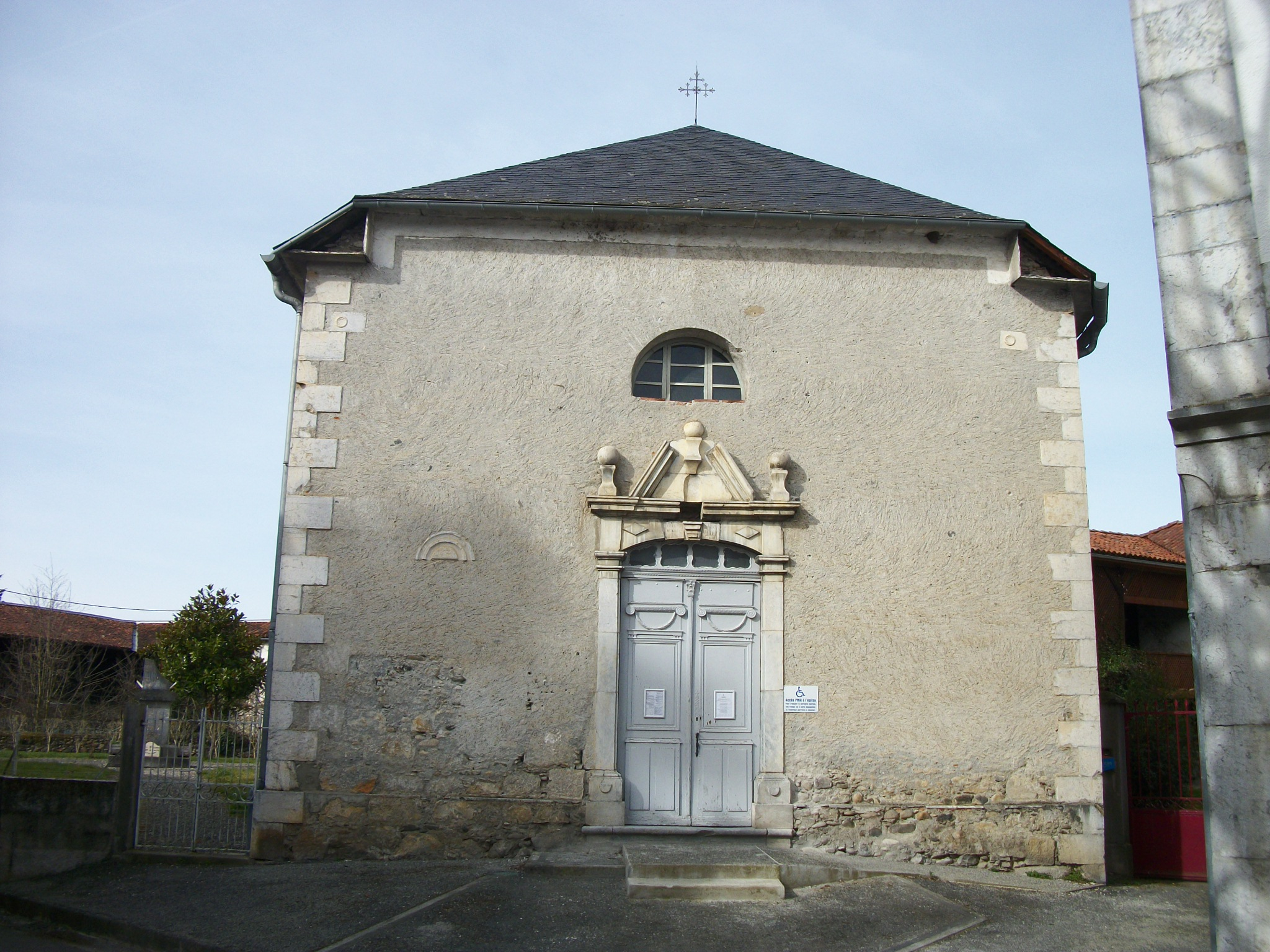
Entrée de l'église.
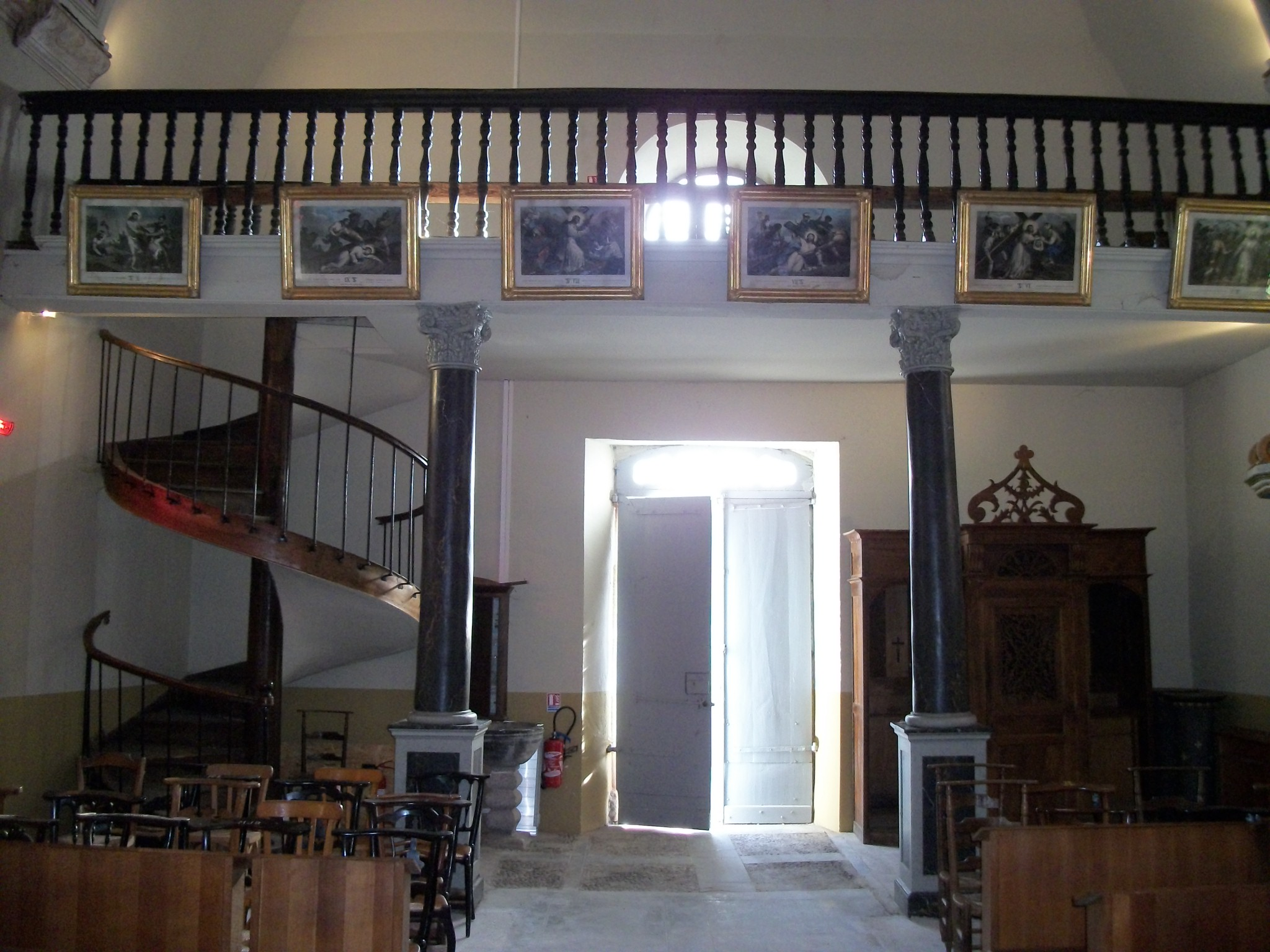
Partie arrière de l'église. Sur la rampe de la tribune sont placés des tableaux du chemin de croix.
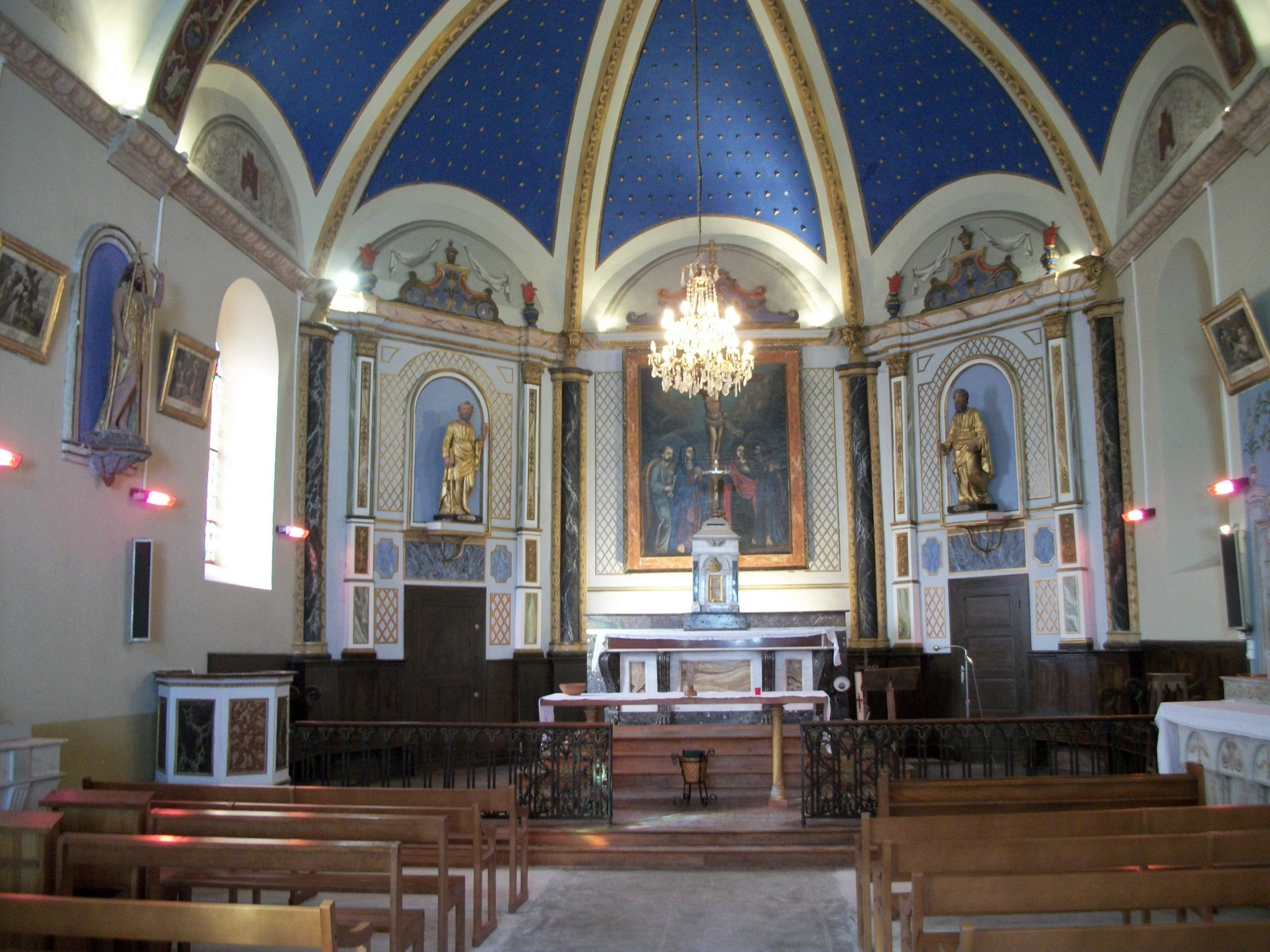
La nef et le chœur.
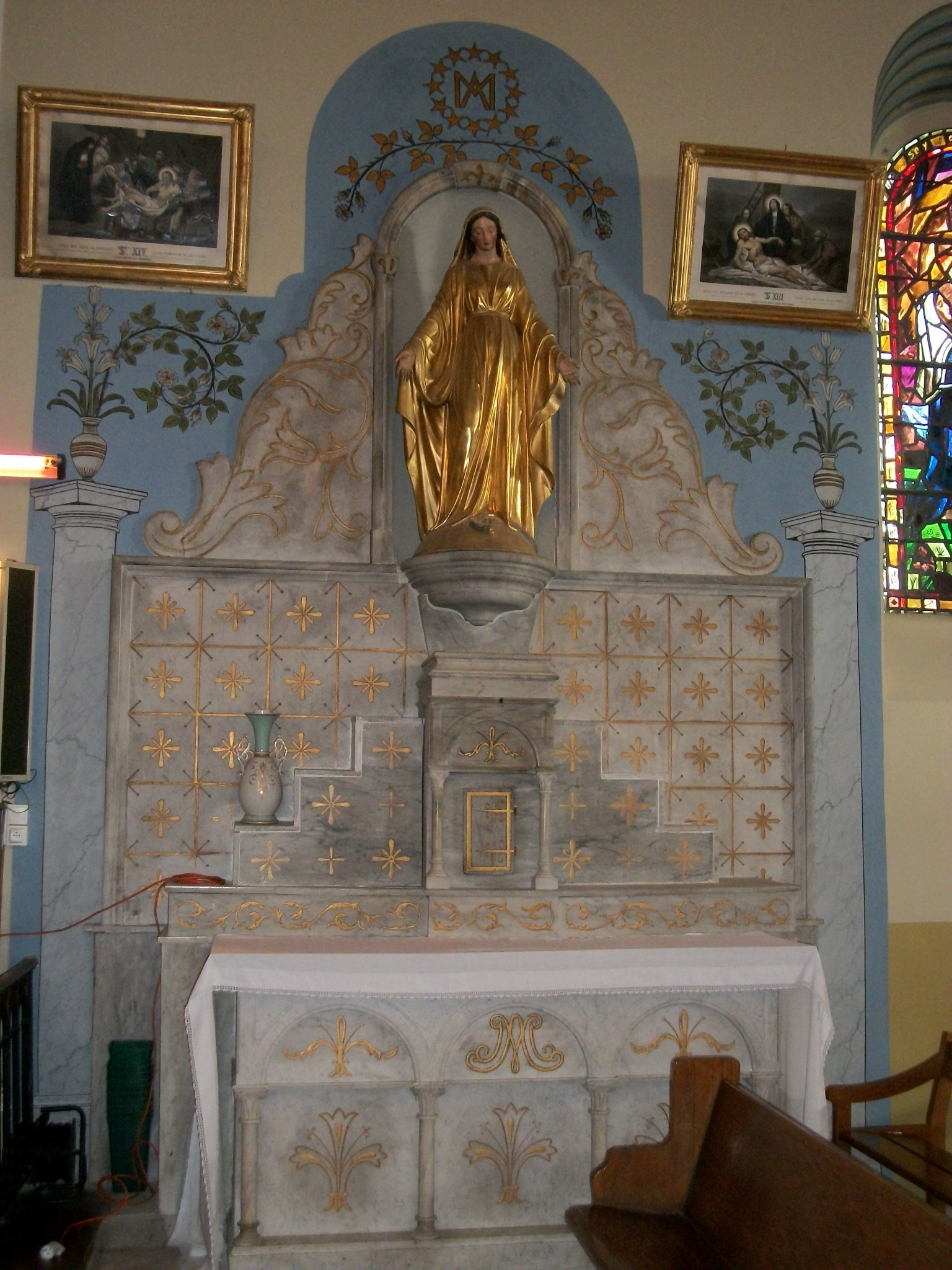
Chapelle latérale de la Vierge Marie.
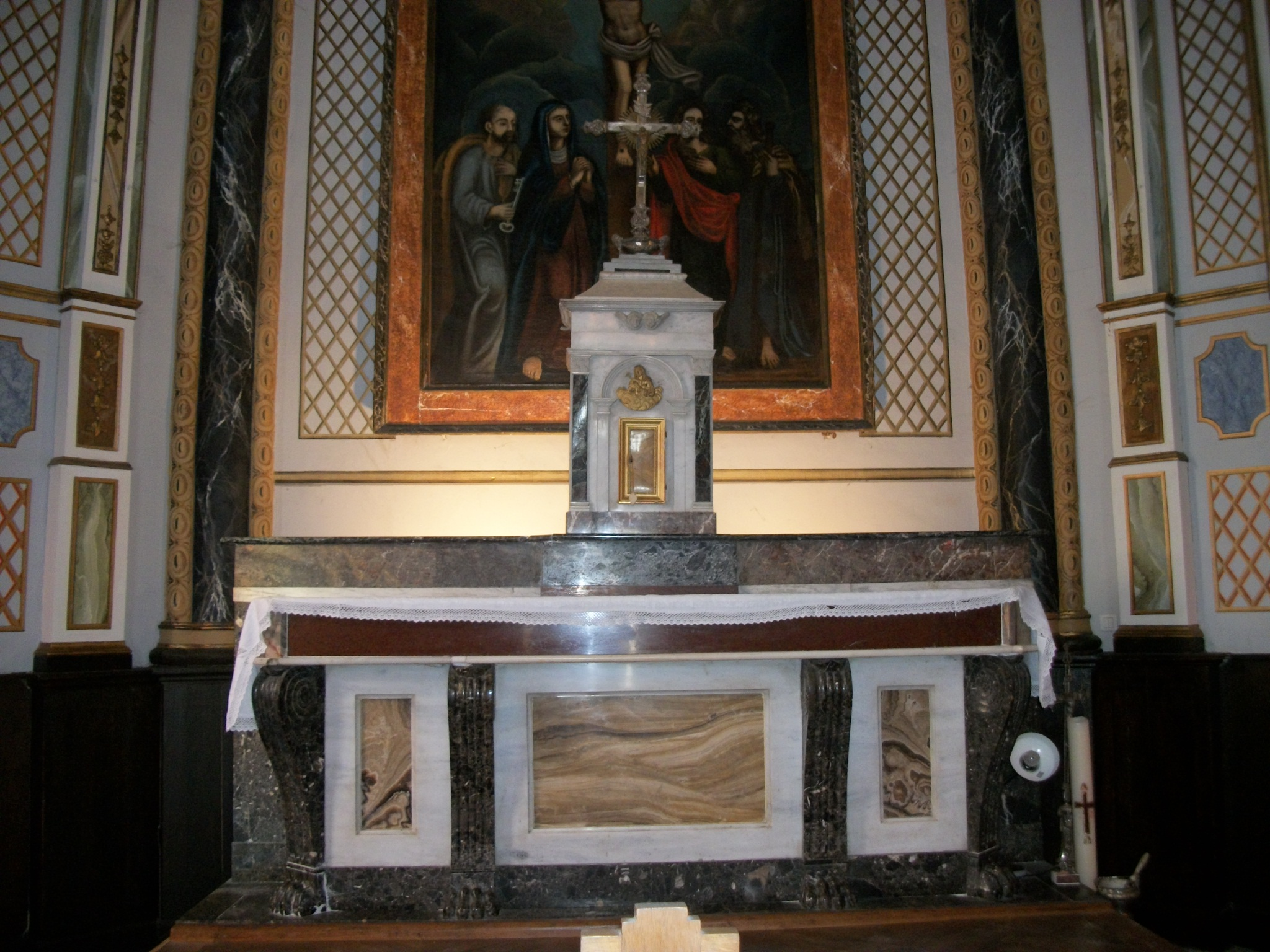
Le maître-autel et tabernacle en marbre.